# Je réalise
Je réalise è un singolo del rapper francese Sinik in collaborazione con il cantautore britannico James Blunt, pubblicato il 13 dicembre 2007 come secondo estratto dal terzo album in studio di Sinik Le toit du monde.

## Descrizione
Il brano, incluso anche nella versione deluxe del secondo album in studio di James Blunt All the Lost Souls, contiene un'interpolazione di I'll Take Everything di Blunt come ritornello. Pur avendo ottenuto buon successo in Europa, la canzone non è stata pubblicata nel Regno Unito né in Irlanda. 

## Video musicale
Il video musicale del brano, diretto da Thomas Peké e pubblicato in molti territori europei, mostra Blunt e Sinik insieme in uno studio di registrazione che eseguono la canzone. Queste scene si intrecciano con le immagini dei due artisti che cantano il brano in solitaria, Blunt mentre cammina per le strade notturne e Sinik mentre è in macchina.
Il video è stato pubblicato per la prima volta sul canale YouTube di James Blunt il 13 dicembre 2007.

## Tracce
CD
1. Je réalise (Sinik feat. James Blunt) – 3:28
2. Daryl – 3:41

## Classifiche
| Classifica (2008) | Posizione massima |
| ----------------- | ----------------- |
| Belgio (Vallonia) | 11                |
| Francia           | 3                 |
| Svizzera          | 38                |